# Дигидродеоксикортикостерон
Дигидродеоксикортикостерон (5α-дигидродезоксикортикостерон, 5α-ДГДОКС, 21-гидрокси-5α-прегнан-20-он) — минералокортикоидный стероидным гормоном, нейростероид. Синтезируется из гормона надпочечников деоксикортикостерона (ДОКС) ферментом 5α-редуктаза типа I. ДГДОКС является агонистом прогестогенового рецептора, а также положительным аллостерическим модулятором рецептора ГАМКА и, как известно, оказывает противосудорожное действие.